# Confocale laserfluorescentiemicroscopie

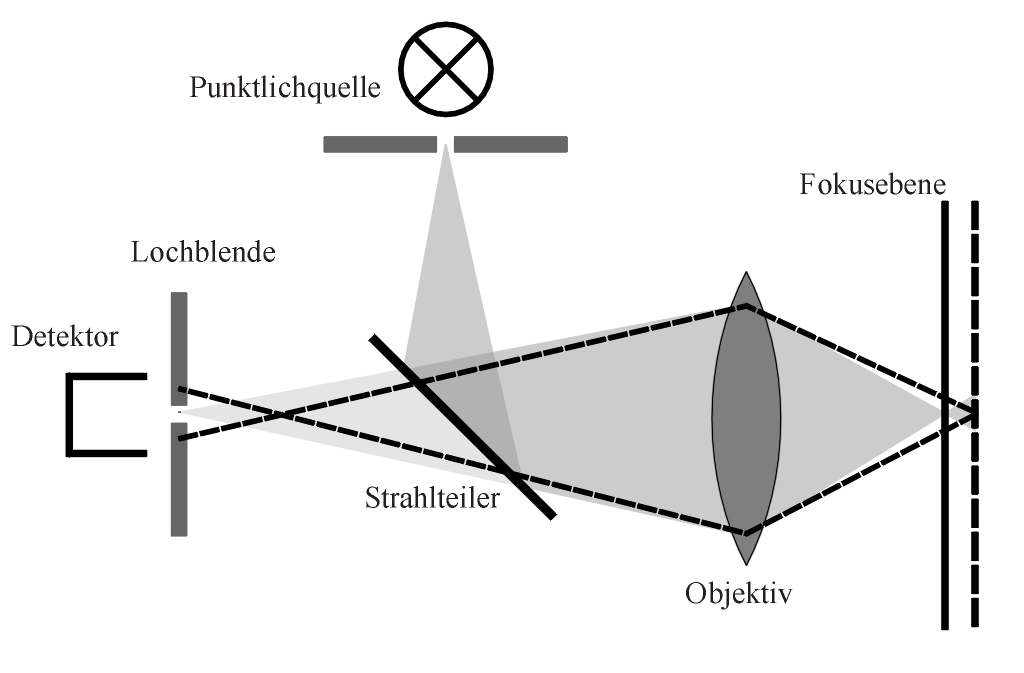
Principeschets

Bij confocale laserfluorescentiemicroscopie wordt gebruikgemaakt van de laser scan microscoop (LSM). Het principe van de confocale laserscanmicroscopie is begin jaren 50 ontwikkeld en in 1957 gepatenteerd door de Amerikaanse wetenschapper Marvin Minsky. Pas nadat halverwege de jaren 80 laserlicht gebruikt werd, heeft fluorescentiemicroscopie een grote vlucht genomen.
Het meest gebruikte type LSM van vandaag de dag is de confocale laser scan microscope (CLSM). In dit apparaat zijn een aantal kenmerkende onderdelen te vinden:
- laser; straalt monochromatisch licht uit.
- halfdoorlatende spiegel; reflecteert een deel van het licht, maar laat de andere helft door
- pinhole (speldeprikgrote opening); blokkeert ongewenst licht
- detector; zet licht om in elektrisch signaal

Via de halfdoorlatende spiegel en een serie lenzen bereikt het licht van de laser het preparaat. Het als gevolg van de fluorescentie geëmitteerde licht komt via de lenzen en de spiegel terecht bij het "pinhole" met direct daarachter de detector (een fotomultiplicator). Het pinhole zorgt ervoor dat alleen het licht van een zeer dunne plak van het preparaat (het focale vlak) de detector bereikt. Fotonen van buiten het focale vlak worden door het pinhole geblokkeerd. De detector is verbonden met een computer zodat digitale beelden direct verwerkt en geanalyseerd kunnen worden. De op deze manier verkregen beelden zijn veel scherper dan beelden van conventionele microscopen.
Door de spiegel te bewegen kan de positie (X/Y) van de laserstraal op het preparaat worden bepaald. Met de positie van de scantafel kan de hoogte (Z) worden bepaald. Door een serie opnamen te maken waarbij de driedimensionale coördinaten in het preparaat afzonderlijk een voor een worden afgetast, en deze met behulp van computertechniek te combineren, kunnen driedimensionale beelden van levende cellen worden gemaakt met een zeer hoge resolutie, meer dan met conventionele optische middelen mogelijk is. Zie ook numerieke beeldbewerking)
Fluorescentie treedt alleen op bij relatief lage laserintensiteiten. Bij hoge intensiteit zal het eiwit kapotgaan. Door een deel van de cel bloot te stellen aan een hoge intensiteit kan onderzoek worden verricht naar de diffusie van eiwitten in levende cellen. Een van deze methoden heet fluorescence recovery after photobleaching (FRAP).

## Groen fluorescent proteïne (Green fluorescent protein, GFP)

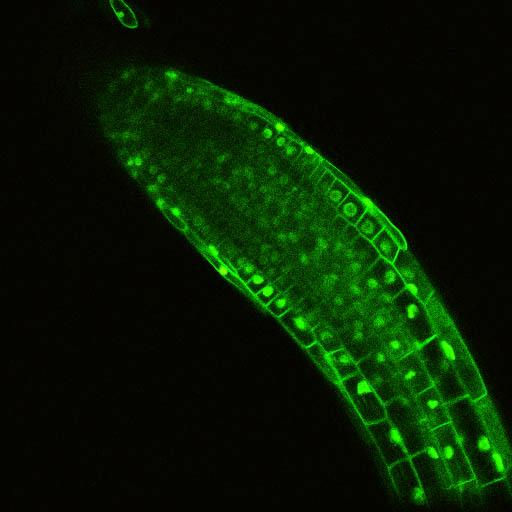
Expressie van een GFP fusie in de worteltop van Arabidopsis thaliana, zichtbaar gemaakt met behulp van een confocale laserfluorescentiemicroscoop.

GFP is een eiwit afkomstig uit een kwal (Aequorea victoria). Door het DNA dat verantwoordelijk is voor de fluorescerende eigenschappen van GFP te koppelen aan het DNA van het onderzochte eiwit (genetische transformatie) en dit "fusie-eiwit" terug te plaatsen in de cel, kan met behulp van de CLSM celonderzoek worden verricht.